# Liniholmen
Liniholmen är öar i Finland. De ligger i Finska viken och i kommunen Borgå i landskapet Nyland, i den södra delen av landet. Öarna ligger omkring 44 kilometer öster om Helsingfors.
Arean för den av öarna koordinaterna pekar på är 2,8 hektar och dess största längd är 320 meter i öst-västlig riktning. Närmaste större samhälle är Borgå, 18,3 km norr om Liniholmen.